# Parque nacional de la Cultura Agropecuaria
El Parque Nacional de la Cultura Agropecuaria más conocido como PANACA es un parque temático agropecuario ubicado en Quimbaya, Colombia. Su concepto gira en torno a la interacción con el campo y los animales domésticos, ofreciendo una experiencia educativa y de entretenimiento para visitantes de todas las edades. PANACA se ha posicionado como uno de los destinos turísticos más importantes de la región cafetera colombiana y un referente en la promoción de la cultura agropecuaria.

## Historia

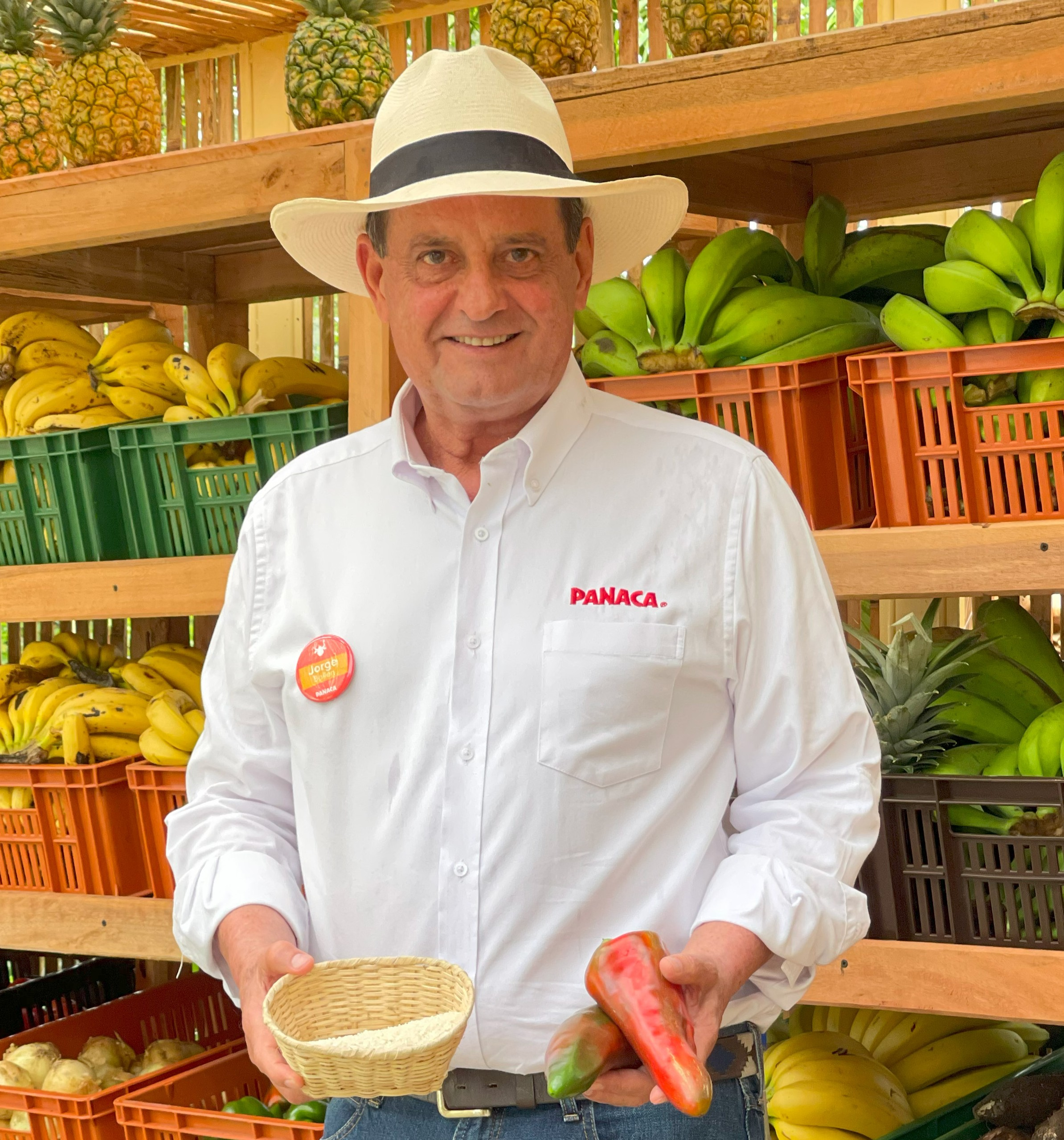
Jorge Ballen Franco Fundador de PANACA

El parque fue fundado por Jorge Ballen Franco. Su creación estuvo basada en la filosofía de que "sin campo no hay ciudad", promoviendo la importancia del sector agropecuario en la vida urbana. Desde su apertura en 1999, PANACA ha impulsado el desarrollo turístico y económico de la región, contribuyendo a la educación sobre la vida rural y el manejo de animales domésticos.

## Estaciones temáticas
PANACA cuenta con diez estaciones temáticas diseñadas para ofrecer a los visitantes una experiencia interactiva y educativa en el mundo agropecuario. Estas estaciones permiten la interacción directa con más de 4.500 animales domésticos y brindan conocimientos sobre diversas prácticas agrícolas y ganaderas. A continuación, se detallan las estaciones del parque: 
- Ganadería: En esta estación, los visitantes pueden conocer diferentes razas bovinas, participar en actividades como el ordeño manual y aprender sobre la producción láctea.
- Especies Menores: Dedicada a animales de menor tamaño, como aves, conejos y otras especies pequeñas, esta estación ofrece la oportunidad de interactuar y alimentar a estos animales, destacando su importancia en la agroindustria.
- Avestruces: Aquí, los visitantes pueden conocer de cerca a estas aves originarias de África, aprender sobre su comportamiento y su adaptación al entorno colombiano.
- Porcicultura: Esta estación se centra en la crianza y manejo de cerdos, presentando diversas razas y ofreciendo actividades interactivas relacionadas con la porcicultura.
- Estación Felina: Dedicada a los gatos, esta estación permite a los visitantes interactuar con felinos domésticos y conocer diferentes razas, promoviendo la meditación y el bienestar en compañía de estos animales.
- Agroecología y Granja Integral: Enfocada en prácticas agrícolas sostenibles, esta estación educa sobre la agroecología y el funcionamiento de una granja integral, resaltando la importancia de la producción ecológica.
- Estación Canina: Los amantes de los perros pueden disfrutar de esta estación, que presenta más de 48 razas caninas y ofrece demostraciones de habilidades y obediencia, destacando la relación entre humanos y perros.
- Sericultura: Esta estación se centra en la producción de seda, mostrando el proceso desde la cría de gusanos de seda hasta la obtención del hilo, y resaltando la importancia de esta actividad en la industria textil.

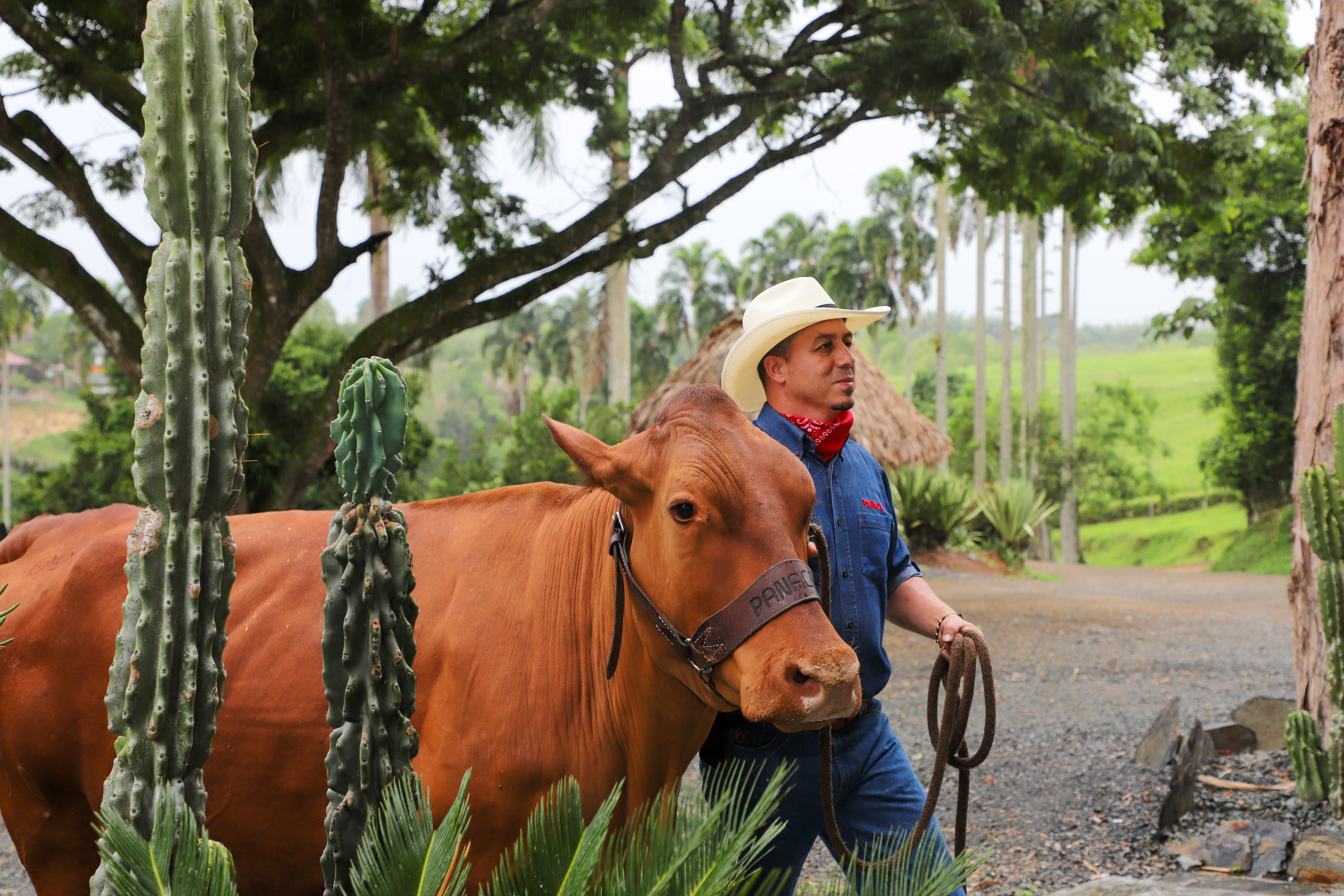
Estación Ganadería

- Estación Equina: Dedicada al mundo de los caballos, esta estación exhibe más de 30 razas equinas y ofrece espectáculos ecuestres que muestran la destreza y elegancia de estos animales.

- Estación de Agronomía: Enfocada en la ciencia de la agricultura, esta estación educa a los visitantes sobre técnicas de cultivo, manejo de suelos y prácticas agrícolas modernas, promoviendo el conocimiento agronómico.

## Presentaciones
PANACA ofrece a sus visitantes una variedad de presentaciones en vivo que combinan entretenimiento y educación sobre la vida en el campo y la interacción con animales. A continuación, se detallan las principales presentaciones del parque: 
- En el campo está el futuro: Esta presentación educativa se lleva a cabo en la Estación de Ganadería, donde los visitantes pueden conocer diferentes razas de ganado y aprender sobre su manejo y cuidado.Estación Equina

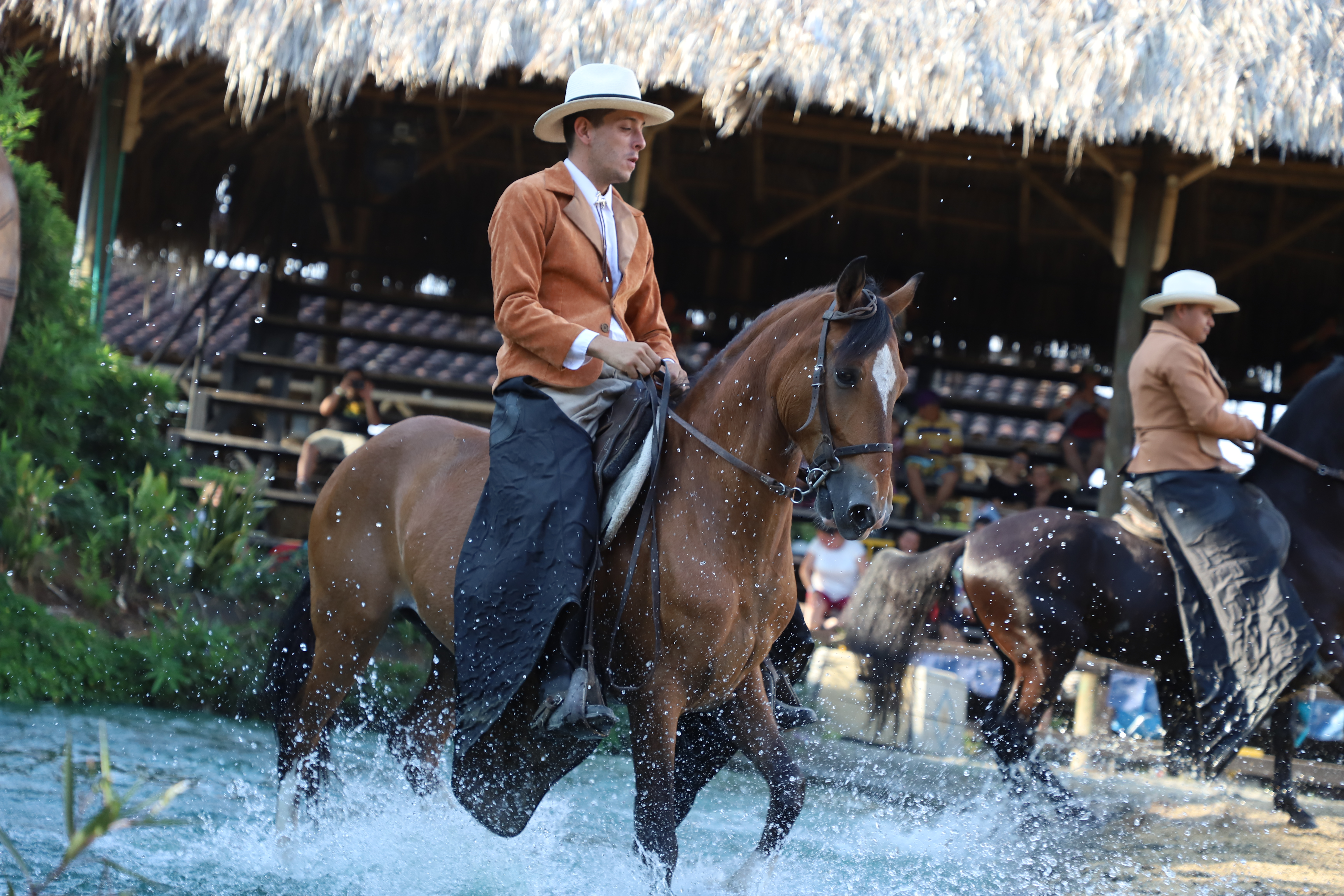
Estación Equina

- Las aventuras de Flor Azucena y Campo Alirio: Un espectáculo humorístico que resalta la importancia del campo en la vida cotidiana, mostrando las tradiciones y costumbres campesinas de manera divertida.
- Juégatela en el cerdódromo Juan Chancho Montó-Ya: Una divertida carrera de cerdos que entretiene a toda la familia, destacando la agilidad y simpatía de estos animales.
- Instinto, una aventura: ¡Guau!: Espectáculo canino que muestra las habilidades y destrezas de diferentes razas de perros, enfatizando su entrenamiento y relación con los humanos.
- El espectacular mundo del caballo: Una exhibición ecuestre que presenta diversas razas de caballos y sus habilidades, ofreciendo una visión profunda del mundo equino.
- Travesía 2.0, cinco continentes al galope: Un espectáculo nocturno de talla internacional que narra la historia del caballo a través de diferentes culturas y continentes, combinando música, danza y acrobacias.

Estas presentaciones están distribuidas en las distintas estaciones temáticas y están diseñadas para ofrecer una experiencia enriquecedora y divertida a todos los visitantes. 

## Programas educativos y de conservación

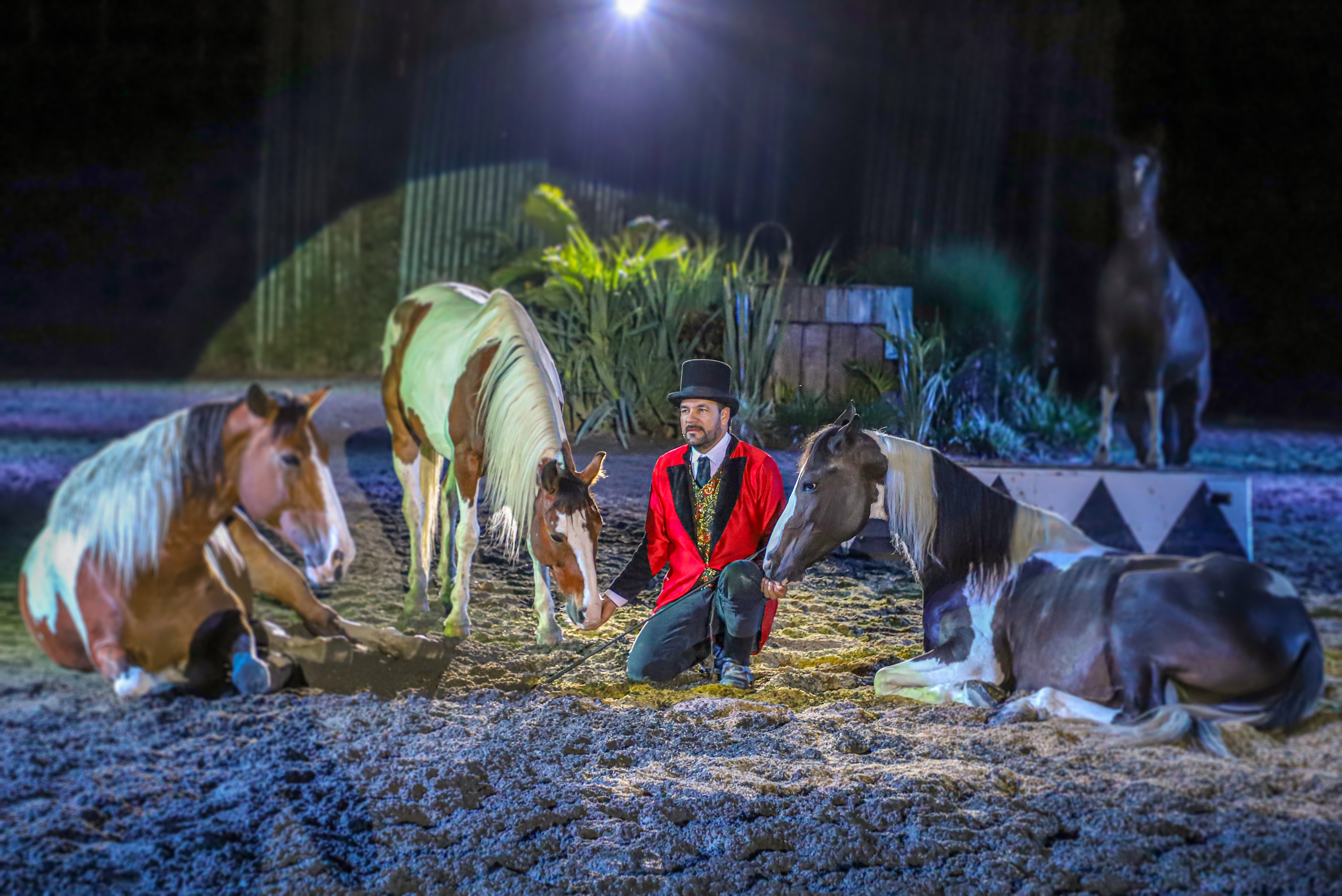
Un espectáculo que hace visible lo invisible

Como parte de su compromiso con la educación y el medio ambiente, PANACA ha desarrollado iniciativas como PANACA Natura, un programa orientado a la conservación de la biodiversidad y la educación sobre la importancia del campo en la producción de alimentos y la nutrición humana.
Asimismo, a través de la Fundación PANACA, el parque trabaja en proyectos de inclusión social y capacitación agropecuaria, promoviendo la seguridad alimentaria y el desarrollo sostenible en comunidades rurales.

## Renovación y futuro
En su proceso de evolución, PANACA ha implementado nuevas experiencias que combinan tradición y modernidad, consolidándose como un espacio único donde convergen turismo, desarrollo rural y sostenibilidad ambiental.